# 会展西站
会展西站是广州海珠有轨电车1号线的一个车站，位于中國广东省广州市海珠区阅江中路会展西路路口北侧之地面，于2014年12月31日启用。
因建设中的会展西路隧道海珠端隧道主线与有轨电车线路及本站站台交叉，届时需要临时向北迁改有轨电车轨道。受此影响，本站自2025年5月17日起暂停服务，预计持续14个月，为配合工程，原有车站月台被拆除。

## 車站結構

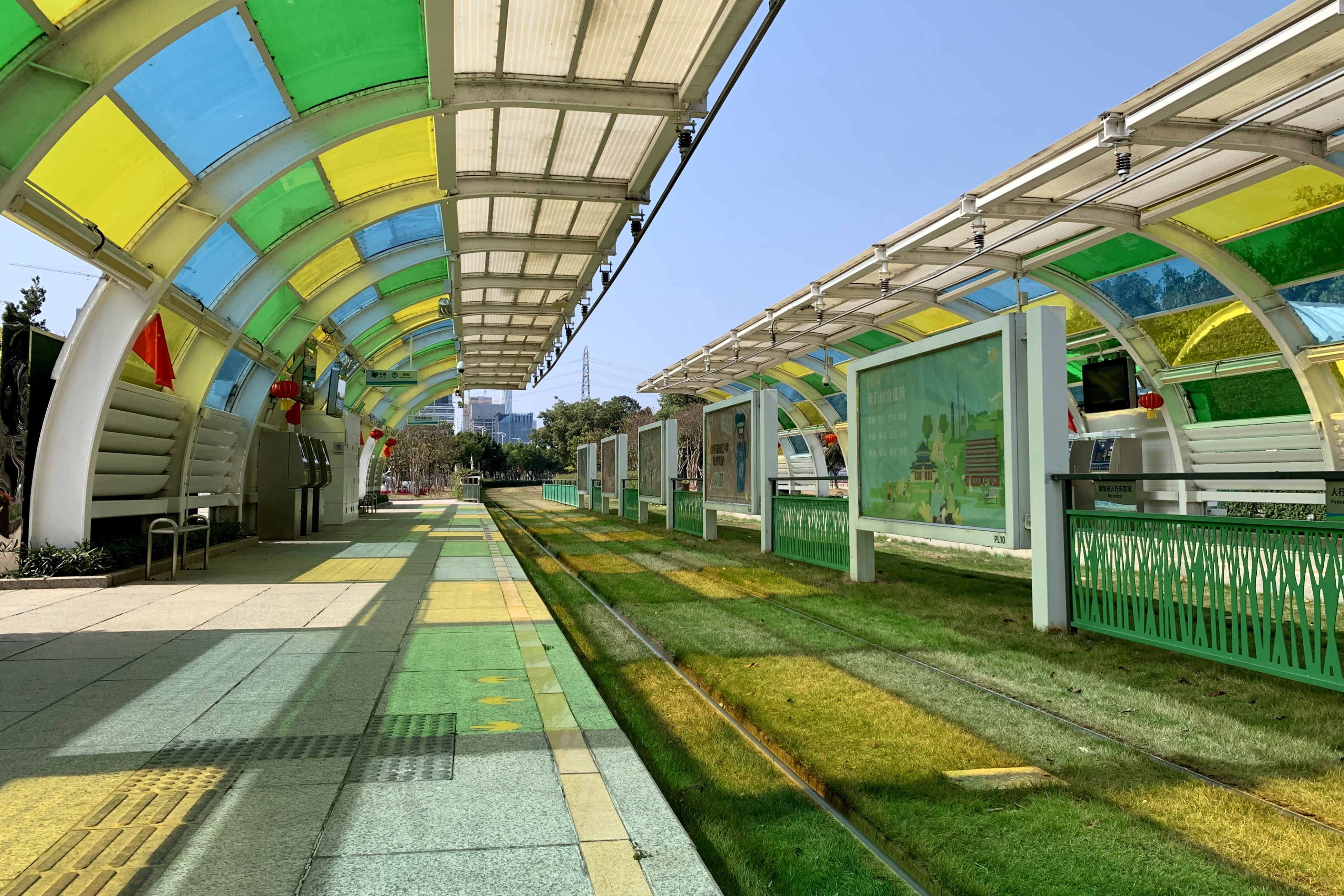
南侧站台

会展西站是一個地面車站，位於阅江中路与会展西路交会处，邻近广交会展馆A区以及会展公园。
另外，车站设有自动售票机以及多个喷雾风扇。
| 地面 | 侧式站台 | 侧式站台                                  | 侧式站台 | 侧式站台 |
|      | 北站台   | █海珠有轨1号线 广州塔方向（下站：南风）   |          |          |
|      | 南站台   | █海珠有轨1号线 万胜围方向（下站：会展中） |          |          |
|      | 侧式站台 |                                           |          |          |

在月台东侧设有一条单渡线，当会展西站至广州塔站区间有故障及突发状况时，往广州塔站的列車將會通過此单渡线折返，以本站為臨時總站。
此外，市民若需要如厕，可在车站附近的会展公园借用卫生间。

## 历史
车站于2014年12月31日随线路开通試乘而启用。
受疫情防控措施影响，海珠有轨电车1号线曾于2022年11月5日至11月30日暂停服务，本站在此期间需要关闭。
本站于2017年底随海珠有轨电车1号线各站分获车站編號并被定编为「THZ1-06」，2025年为配合海珠有轨电车1号线广州塔站重置，本站编号变更为「THZ1-05」。

## 接驳交通
| 普通巴士线路（阅江中路站） \| 编号 \| 编号 \| 线路 \| 线路 \| 线路 \| 收费 \| 备注 \| \| ---- \| ----------- \| ---------- \| ---- \| -------------------- \| ---- \| ------- \| \| \| 303A \| 广州南站 \| ⇆ \| 琶洲塔公交总站 \| 3元 \| 40分/班 \| \| \| B7 \| 海珠客运站 \| ⇆ \| 车陂路 \| 2元 \| \| \| \| 旅游观光1线 \| 黄埔古村 \| ⇆ \| 珠江泳场（海印公园） \| 2元 \| \| \| \| 夜108 \| 宸悦路 \| ⇆ \| 五羊邨 \| 3元 \| \| |             |            |      |                      |      |         |
| 编号 | 编号        | 线路       | 线路 | 线路                 | 收费 | 备注    |
| | 303A        | 广州南站   | ⇆    | 琶洲塔公交总站       | 3元  | 40分/班 |
| | B7          | 海珠客运站 | ⇆    | 车陂路               | 2元  |         |
| | 旅游观光1线 | 黄埔古村   | ⇆    | 珠江泳场（海印公园） | 2元  |         |
| | 夜108       | 宸悦路     | ⇆    | 五羊邨               | 3元  |         |